# Lev Grossman

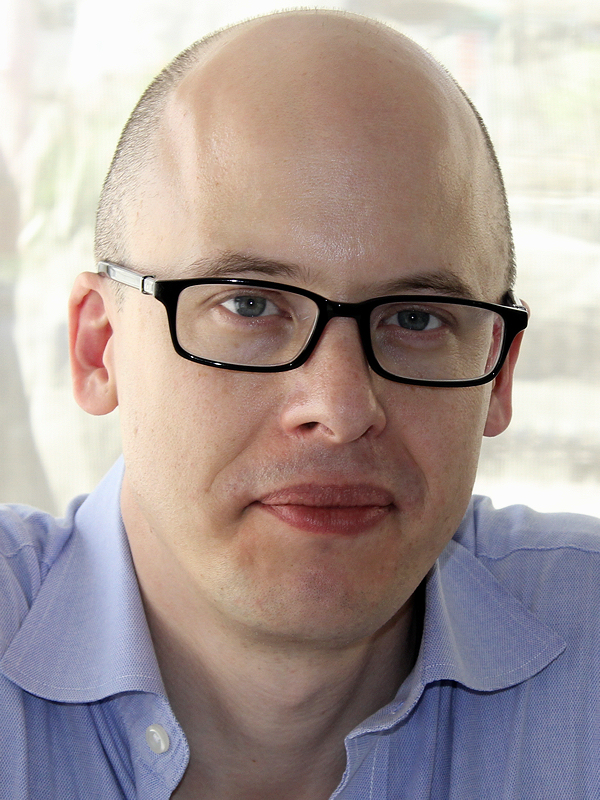
Lev Grossman (2011)

Lev Grossman (26 juni 1969) is een Amerikaanse schrijver. Hij is vooral bekend van zijn fantasy boek De Magiërs, dat in 2009 door Viking/Penguin Books werd gepubliceerd. Grossman is een recensieschrijver voor TIME en is de co-auteur van de TIME.COM blog TechLand.

## Schrijven
Grossman heeft onder andere geschreven voor The New York Times, Salon.com, Lingua Franca, Entertainment Weekly, Time Out New York en The Wall Street Journal.
Grossman is de tweelingbroer van video game ontwikkelaar Austin Grossman, en de broer van Bathesheba Grossman. Grossman studeerde aan Yale University, maar besloot om vroegtijdig met zijn studies aan de universiteit te stoppen.
Grossmans boek The Magicians werd in augustus 2009 door Viking/Penguin gepubliceerd en verhaalt over Quentin Coldwater, een ongewoon getalenteerde jongeman die geobsedeerd wordt door Fillory, een magisch land uit een van zijn favoriete boeken. Onverwachts mag hij toetreden tot Brakebills, een zeer geheime, exclusieve school voor magie in New York. Na te zijn afgestudeerd doen hij en zijn vrienden een grote ontdekking: Fillory is echt. Maar het land uit Quentins fantasie blijkt een veel donkerder en gevaarlijkere wereld te zijn dan hij ooit had kunnen dromen.

## Prijzen
In 2011 werd de John W. Campbell Award for the Best New Writer in Science Fiction aan hem toegekend.